# Altpreußisches Infanterieregiment No. 2 (1806)

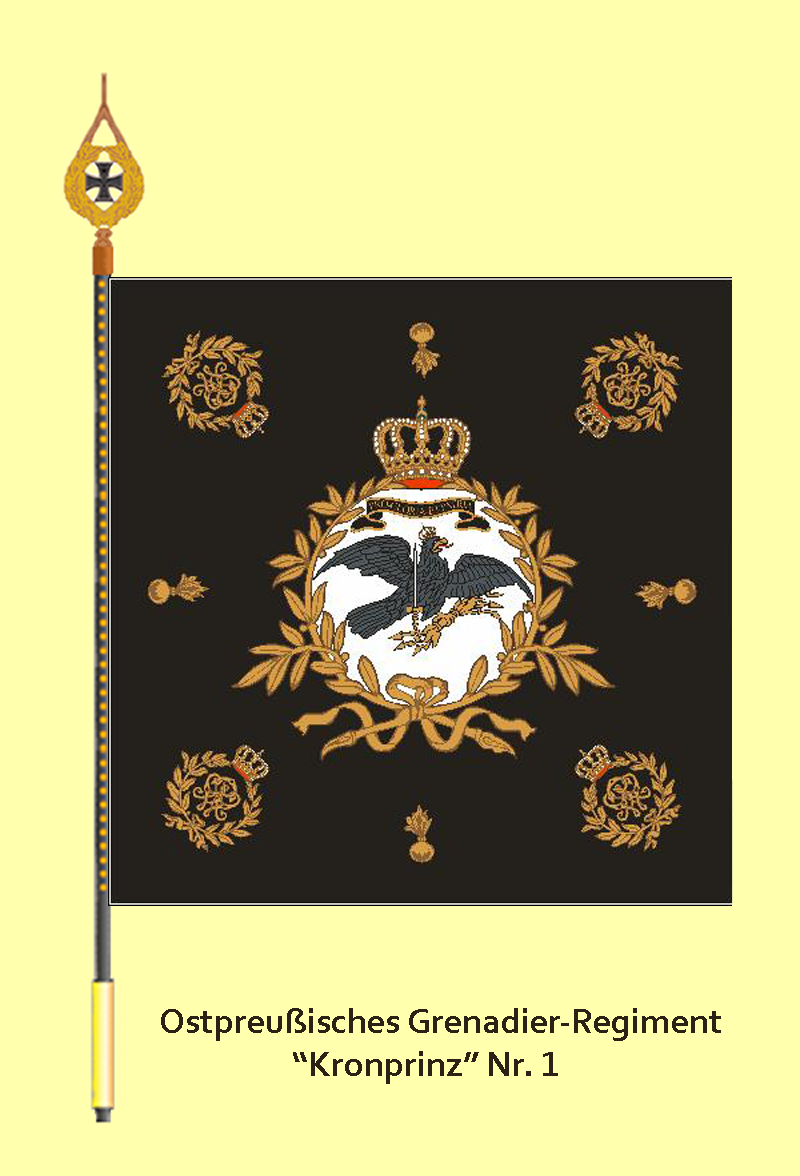
Eine der Fahnen des Regiments

Das Altpreußische Infanterieregiment No. 2 war ein Regiment zu Fuß, das seit dem 17. Jahrhundert unter verschiedenen Bezeichnungen in der brandenburgischen bzw. preußischen Armee bestand. Im Jahr 1808 erlebte die Preußische Armee nach der nahezu völligen Vernichtung ihrer Formationen im Krieg mit Frankreich eine Neuaufstellung durch Gerhard von Scharnhorst im Zuge der Preußischen Reformen. Dabei fand er das Infanterieregiment No. 2 weitgehend intakt vor und gliederte es in die neue preußische Armee ein. Es führte zunächst die Bezeichnung 1. Infanterie-Regiment (1. Ostpreußisches) und schließlich Grenadier-Regiment Kronprinz (1. Ostpreußisches) Nr. 1.

## Geschichte
Das Regiment wurde laut Anordnung des Kurfürsten Friedrich Wilhelm vom 20. Dezember 1655 durch Bogislaw von Schwerin in Pommern und der Neumark errichtet und erstmals in der Schlacht bei Warschau eingesetzt. Die Quartiere des Regiments befanden sich 1657 in Ostpreußen (Rastenburg und Gerdauen). Die Einheit kämpfte für das Kurfürstentum Brandenburg im Krieg gegen die Franzosen und Schweden. Als Teil der Reichsarmee kämpfte der Verband 1697 bei Zenta und nahm als preußischer Heeresverband am Spanischen und Polnischen Erbfolgekrieg, am Ersten und Zweiten Schlesischen Krieg sowie am Siebenjährigen Krieg teil.
Nach der Teilnahme am Ersten und Vierten Koalitionskrieg, am Russlandfeldzug 1812 und den Befreiungskriegen wurde das Regiment 1849 nach Danzig und 1855 nach Königsberg in die Defensionskaserne Kronprinz (wo es verblieb) verlegt. 1866 nahm es am Krieg gegen Österreich, 1870/71 gegen Frankreich teil. Am 21. Juni 1888 verlieh Wilhelm II. im Andenken an seinen verstorbenen Vater, König Friedrich III., der seit seiner Zeit als Kronprinz Regimentschef gewesen war, dem Regiment den Namen Grenadier-Regiment „König Friedrich III.“ (1. Ostpreußisches) Nr. 1. Am 6. Mai 1900 gab Wilhelm II. dem Regiment den alten Beinamen „Kronprinz“ zurück, den es seit dem 22. April 1864 geführt hatte. Dazu schrieb er in seiner Order:

„Ich will dem Grenadier-Regiment König Friedrich III. (1. Ostpr.) Nr. 1 an dem heutigen Tage, an welchem Ich meinen Sohn, den Kronprinzen Kaiserliche und Königliche Hoheit, à la suite des Regiments gestellt habe, den in den Kriegen von 1866 und 1870/71 mit Auszeichnung geführten Namen „Grenadier-Regiment Kronprinz (1. Ostpr.) Nr. 1“ wieder verleihen.
Zugleich bestimme Ich, daß das Regiment
1. an den Helmen den Gardeadler ohne Stern
2. auf den Kragen und Ärmelplatten
a. der Offiziere die Stickerei, welche von ihm in früheren Zeiten als Regiment von Kaniz getragen worden ist.
b. der Mannschaften weiße Litzen, anlegt.
Ich hege zu dem Regiment das zuversichtliche Vertrauen, daß es aus diesem Beweisen Meiner besonderen Königlichen Gnade einen erneuten Ansporn entnehmen wird, Mir, Meinem Hause und dem Vaterlande bis in die fernste Zukunft mit der gleichen Treue und Hingabe zu dienen, die es während seines nunmehr fast 250-jährigen Bestehens bei allen Gelegenheiten betätigt hat.“

Kronprinz Wilhelm von Preußen wurde am 6. Mai 1904 à la suite des Regiments gestellt, nachdem er sein 18. Lebensjahr vollendet hatte.
Für die Schlachten des Ersten Weltkriegs siehe die 1. Division, dem auch das Regiment zugeordnet war. Nach Kriegsende wurde das Regiment ab 4. Dezember 1918 in Königsberg demobilisiert und am 1. Juni 1919 schließlich aufgelöst.
Die Tradition führte in der Reichswehr die 9. und 12. Kompanie des 9. (Preußisches) Infanterie-Regiments fort. Mit der Bildung der Wehrmacht im März 1935 wurde die Tradition in den genannten Kompanien des nunmehr Infanterieregiment 9 genannten Verbandes weitergeführt.

## Organisation

### Stellung des Regiments in der Armeeorganisation 1914
- 8. Armee
  - I. Armee-Korps
    - 1. Division
      - 1. Infanterie-Brigade in Königsberg
        - Grenadier-Regiment „Kronprinz“ (1. Ostpreußisches) Nr. 1

### Regimentschef
Die Regimentschefs waren:
- 1655–1668: Bogislaw von Schwerin
- 1668–1696: Friedrich von Dönhoff
- 1696–1717: Otto Magnus von Dönhoff
- 1717–1743: Erhard Ernst von Röder
- 1743–1750: Samuel von Schlichting
- 1750–1768: Hans Wilhelm von Kanitz
- 1768–1783: Joachim Friedrich von Stutterheim
- 1783–1786: Heinrich Wilhelm von Anhalt
- 1786–1793: Viktor Amadeus Henckel von Donnersmarck
- 1793–1805: Wilhelm Magnus von Brünneck
- 1805–1807: Ernst von Rüchel
- 1809–1811: Generalmajor Ludwig August von Stutterheim
- 1813–1837: General der Infanterie Herzog Karl von Mecklenburg-Strelitz
- 1840–1841: General der Infanterie Gustav von Rauch
- 1842–1848: Generalfeldmarschall Hermann von Boyen
- 1850–1856: Marschall Paskiewitsch-Eriwanski Fürst von Warschau
- 1860–1888: Kronprinz und späterer König und Kaiser Friedrich III.

### Kommandeure
Kommandeur war unter anderem:
| Dienstgrad            | Name                                    | Datum                                                              |
| --------------------- | --------------------------------------- | ------------------------------------------------------------------ |
|                       | Ernst Wilhelm von Hamilton              | 15. März 1803                                                      |
|                       | Georg Ludwig von Rheinbaben             | 1809                                                               |
| Major                 | Franz Christoph von Frieben             | Oktober 1809 (mit der Führung beauftragt)                          |
| Major                 | Carl Wilhelm von Mayer                  | Januar 1810 bis 30. März 1810 (mit der Führung beauftragt)         |
|                       | Friedrich von Both                      | 1810                                                               |
|                       | Karl Heinrich von Zielinski             | 1811                                                               |
|                       | Karl Friedrich Ludwig von Lobenthal     | 1812                                                               |
|                       | Bogislaw Christian Karl von Kurnatowski | 1814                                                               |
| Oberstleutnant/Oberst | Rudolf von Stengel                      | 09. Juni 1817 bis 17. Juni 1825                                    |
| Oberstleutnant/Oberst | Kasimir von Hülsen                      | 18. Juni 1825 bis 25. März 1832                                    |
|                       | Carl von Fabeck                         | 30. März 1832                                                      |
| Oberstleutnant/Oberst | Wilhelm Heinrich Friedrich von Kleist   | 30. März 1838 bis 1841                                             |
| Oberstleutnant        | August von der Horst                    | 21. Oktober 1841 bis 12. Januar 1842 (mit der Führung beauftragt)  |
| Oberstleutnant/Oberst | August von der Horst                    | 13. Januar 1842 bis 8. März 1848                                   |
| Oberstleutnant        | Karl Holfelder                          | 09. März 1848 bis 2. Dezember 1851                                 |
| Oberst                | Karl von Bosse                          | 02. Dezember 1851 bis 10. Juni 1856                                |
| Oberstleutnant/Oberst | Heinrich von Seydewitz                  | 10. Juni 1856 bis 16. Mai 1859                                     |
|                       | Adolf von Stahr                         | 19. Mai 1859                                                       |
| Oberstleutnant        | Louis von Beeren                        | 07. April 1863 bis 22. September 1863 (mit der Führung beauftragt) |
| Oberst                | Louis von Beeren                        | 22. September 1863 bis 30. Oktober 1866                            |
| Oberst                | Kuno von Auer                           | 31. Dezember 1866                                                  |
|                       | Wilhelm von Massow                      | 13. Juni 1868                                                      |
| Oberstleutnant/Oberst | Wilhelm von Knobelsdorff                | 15. März 1873 bis 11. Februar 1876                                 |
| Oberstleutnant        | Eduard von Stocken                      | 12. Februar bis 10. März 1876 (mit der Führung beauftragt)         |
| Oberstleutnant/Oberst | Eduard von Stocken                      | 11. März 1876 bis 11. März 1878                                    |
| Oberstleutnant        | Gustav von Wedel                        | 12. März bis 12. April 1878 (mit der Führung beauftragt)           |
| Oberstleutnant/Oberst | Gustav von Wedel                        | 13. April 1878 bis 14. April 1882                                  |
| Oberst                | Georg Ludwig von Etzdorff               | 15. April 1882 bis 13. Februar 1888                                |
| Oberst                | Alfred von Scholten                     | 14. Februar 1888 bis 18. September 1888                            |
| Oberst                | Ferdinand von Stülpnagel                | 19. September 1888 bis 15. Mai 1891                                |
| Oberst                | Albrecht von Cramer                     | 18. Mai 1891 bis 14. November 1894                                 |
| Oberstleutnant        | Reimer von Ende                         | 15. November 1894 bis 26. Januar 1895 (mit der Führung beauftragt) |
| Oberst                | Reimer von Ende                         | 27. Januar 1895 bis 11. September 1896                             |
| Oberst                | Alfred von Jess                         | 12. September 1896 bis 15. August 1899                             |
| Oberst                | Arthur von der Groeben                  | 16. August 1899 bis 28. Dezember 1900                              |
| Oberst                | Hans von Frankenberg und Ludwigsdorf    | 29. Dezember 1900 bis 23. April 1904                               |
| Oberst                | Friedrich von Massow                    | 24. April 1904 bis 24. Januar 1908                                 |
| Oberst                | Arnold von Bauer                        | 27. Januar 1908 bis 17. August 1911                                |
| Oberst                | Conrado Paschen                         | 18. August 1911 bis 1. August 1914                                 |

### Kapellmeister
Dirigent der Regimentskapelle war von 1895 bis 1909 Gustav Sabac el Cher.

## Bildergalerie

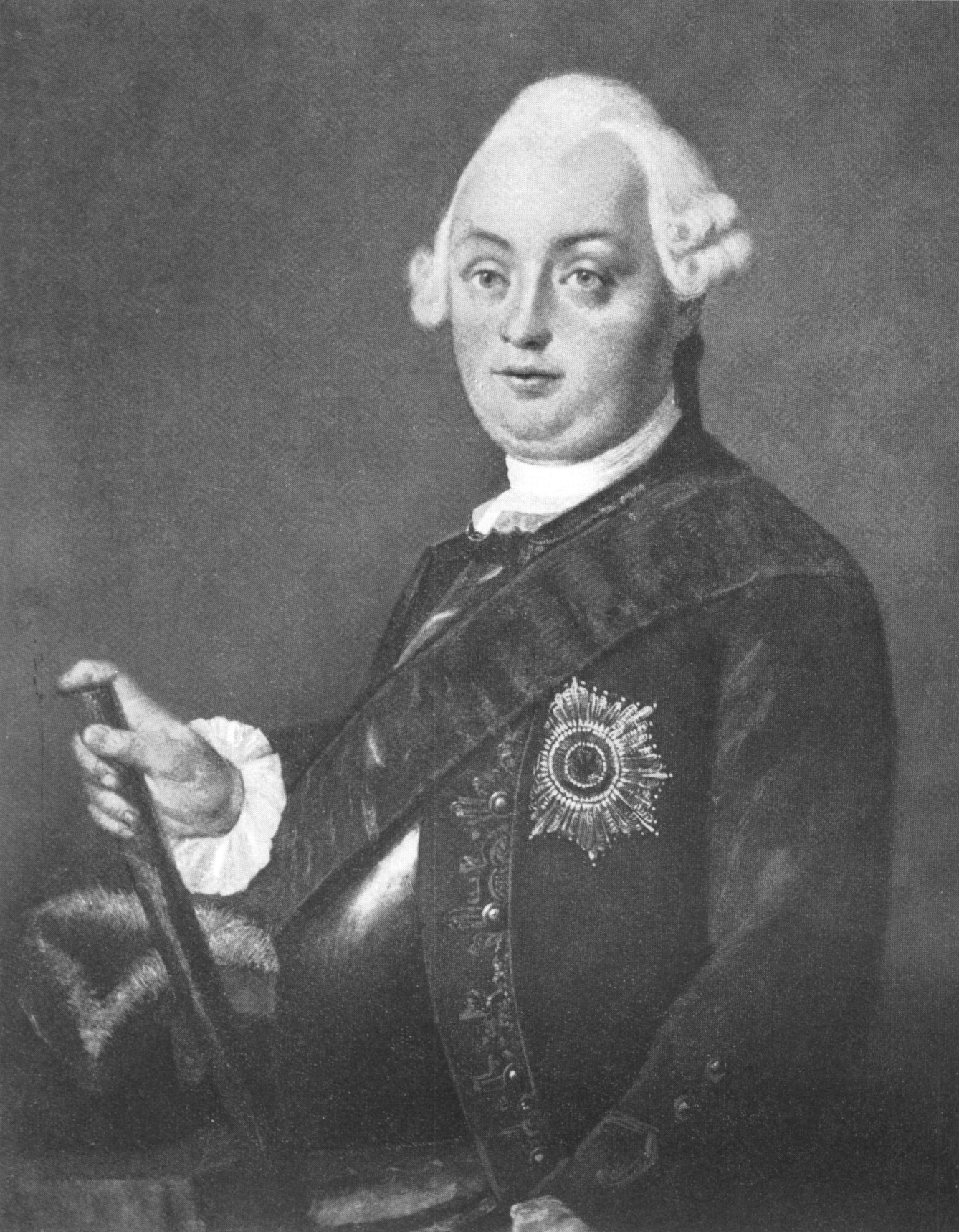
Joachim Friedrich von Stutterheim - zeitgenössisches Gemälde ca. 1775
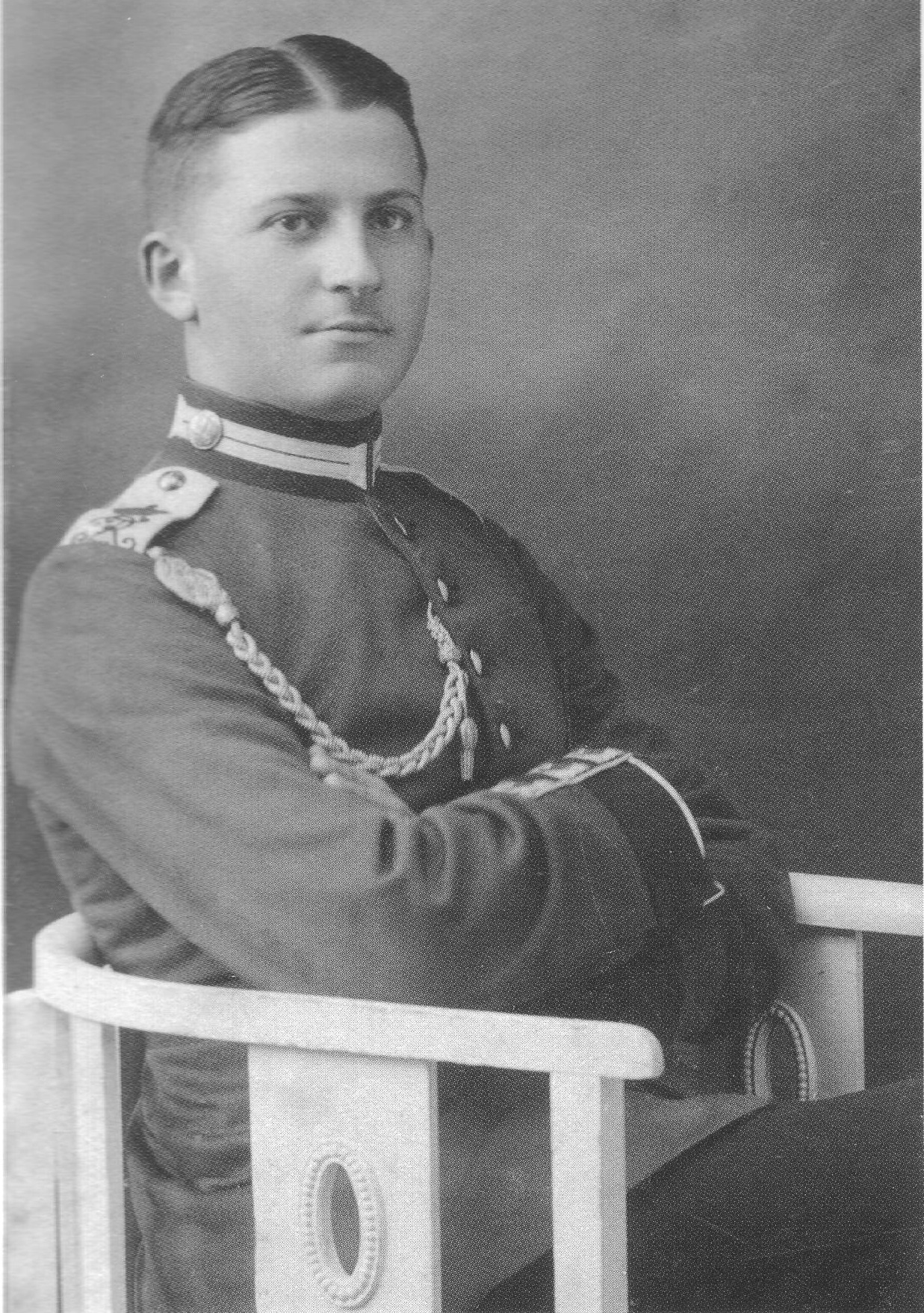
Gefreiter in Ausgehuniform mit Schützenschnur
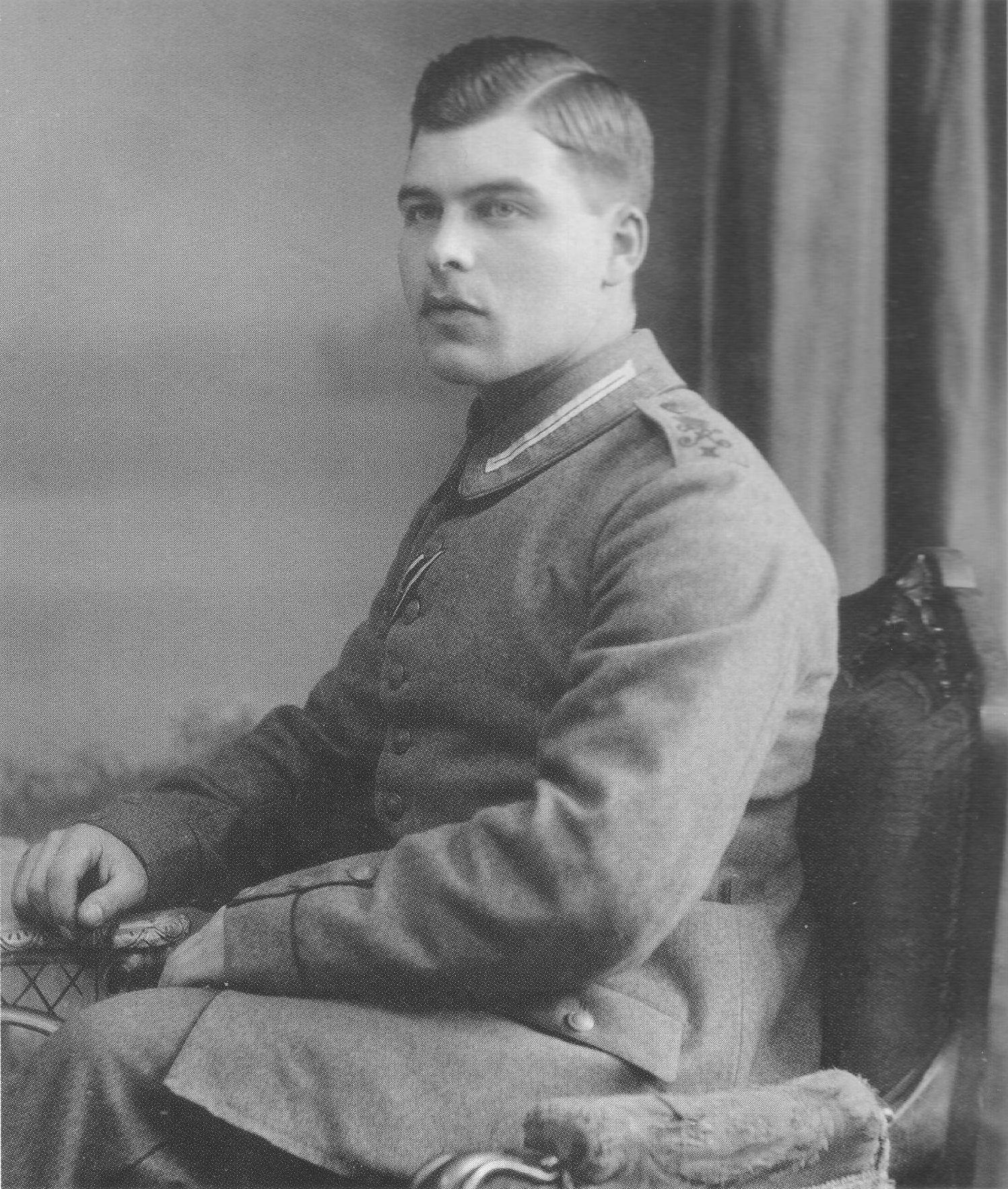
Felduniform mit EK2
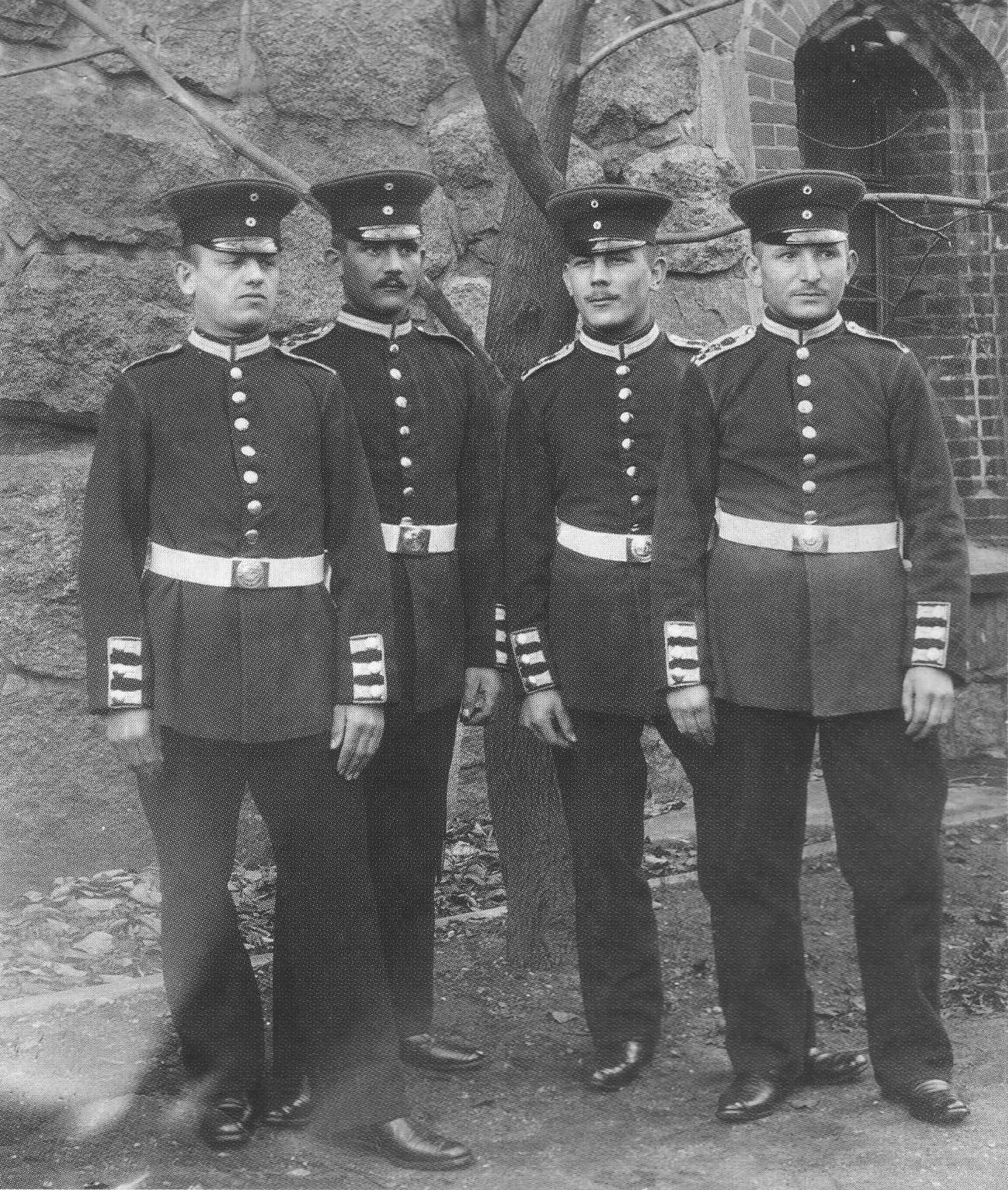
Grenadiere in Ausgehuniform mit weißem Koppel
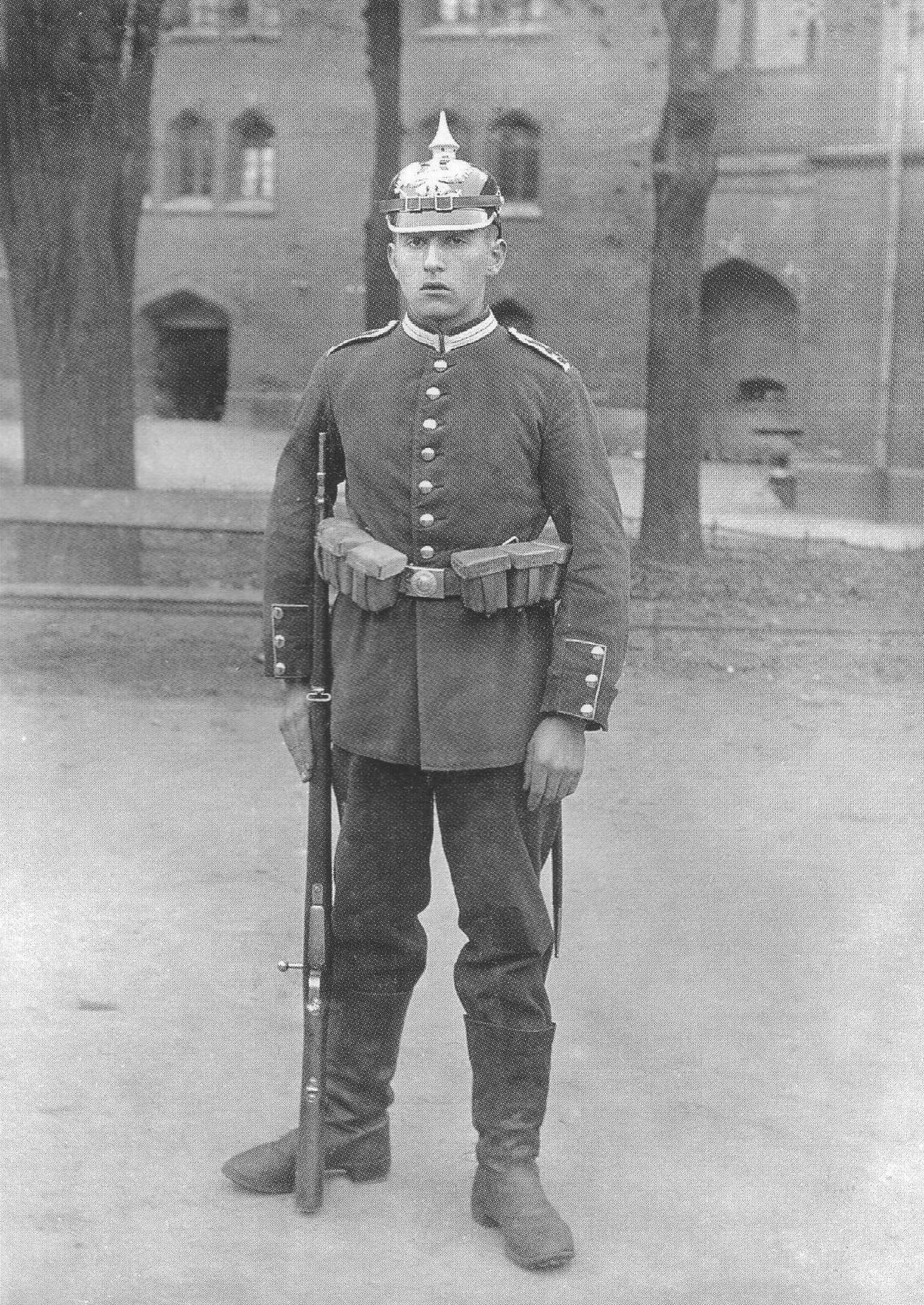
Grenadier im blauen Dienstanzug mit Gewehr, Helm und Patronentaschen, 1913
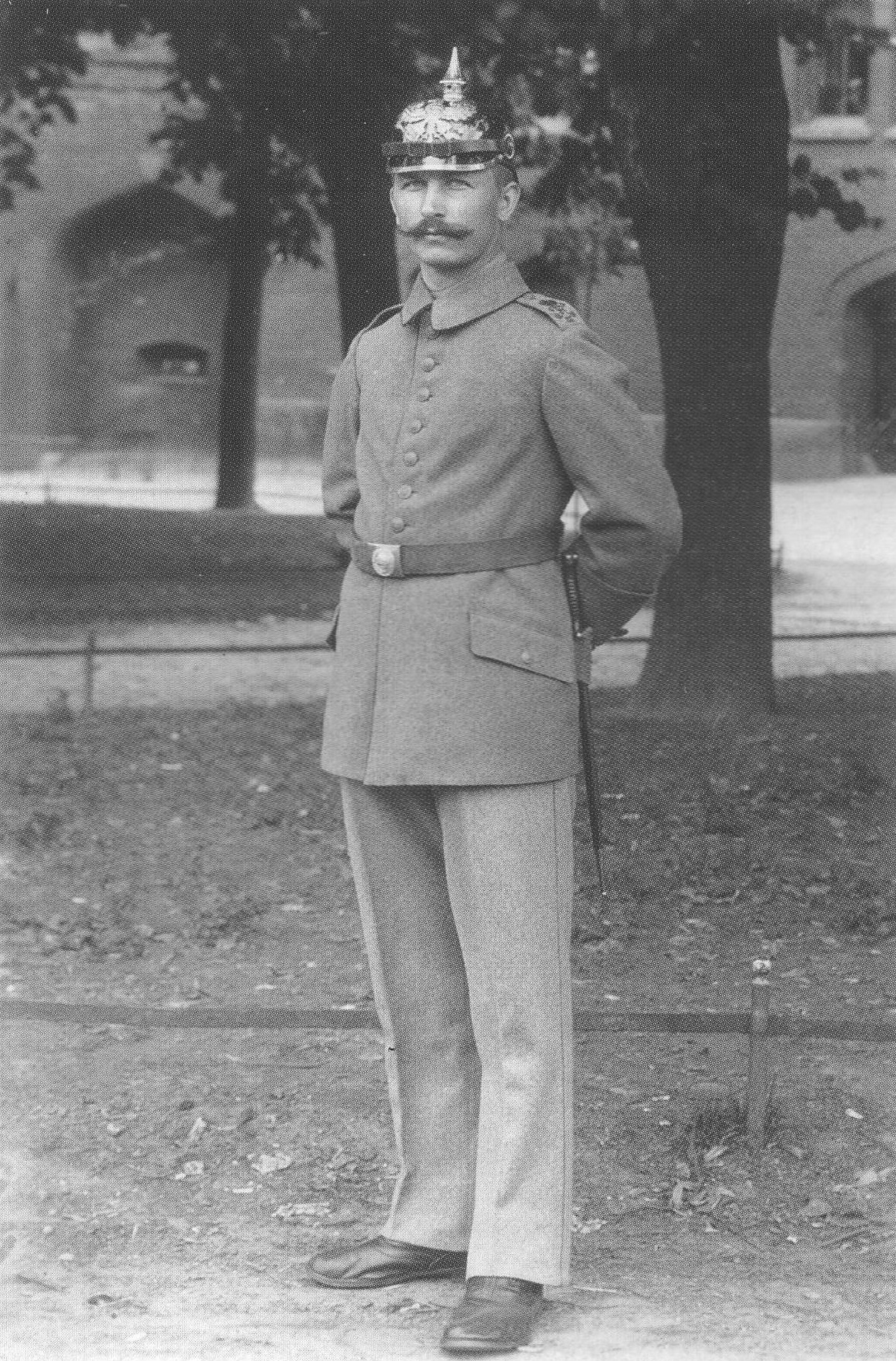
Vorkriegsaufnahme in grauer Feldjacke
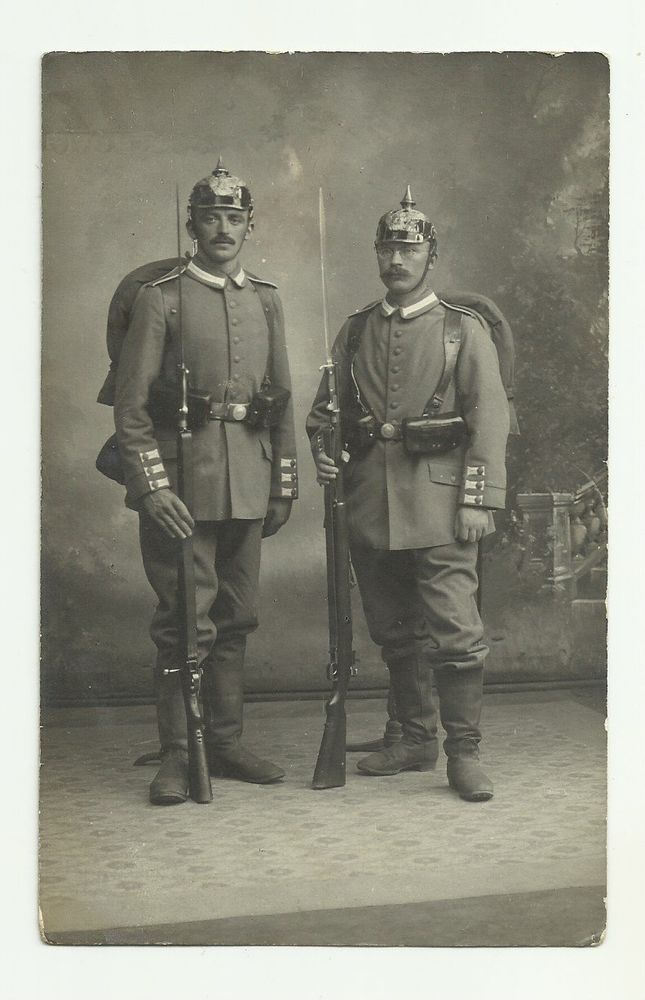
Reservisten vor dem Ausmarsch 1914 in grauer Felduniform mit Helm
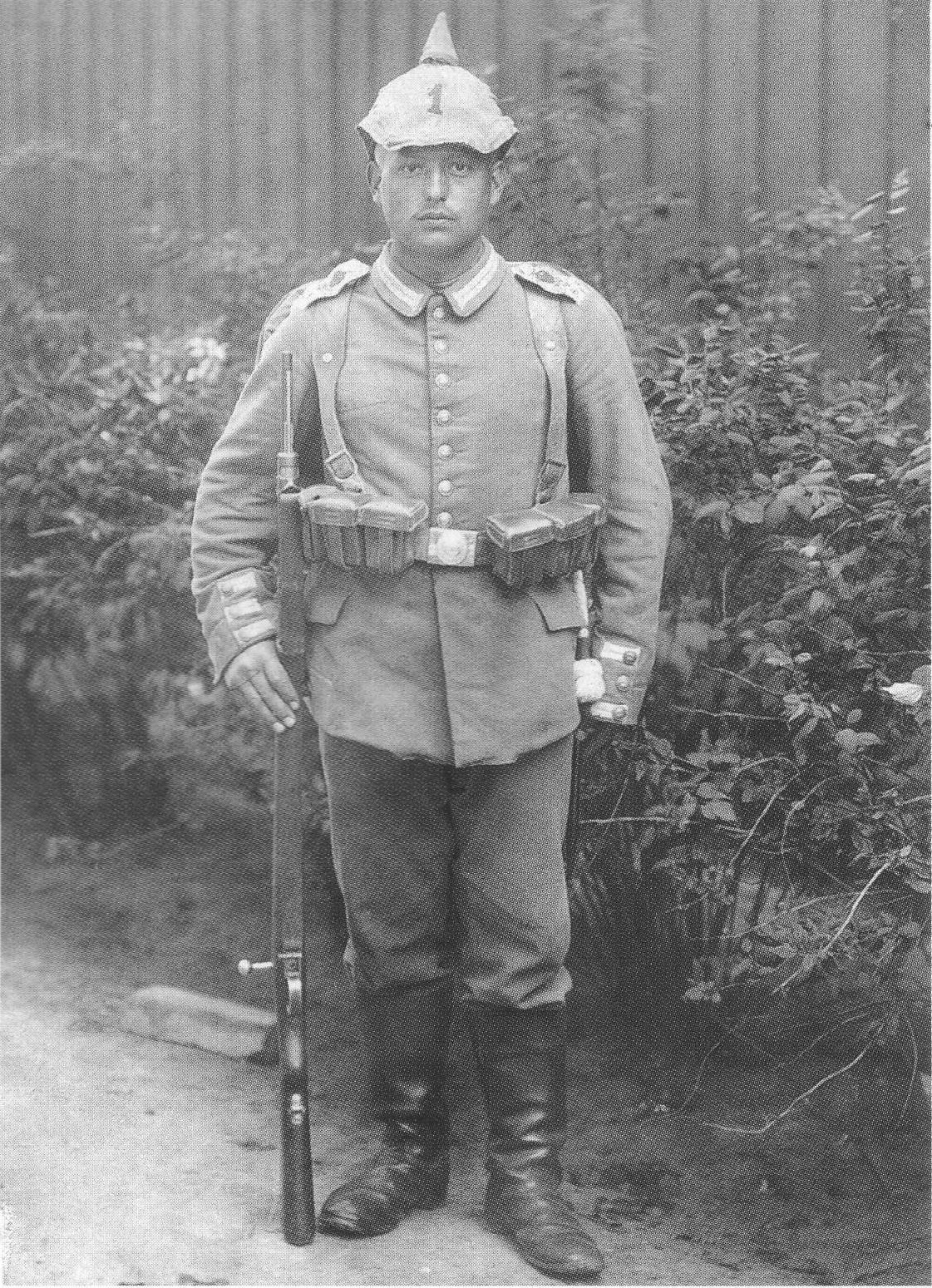
Grenadier des Regiments an der Ostfront mit grauer Felduniform mit Helmüberzug, 1915
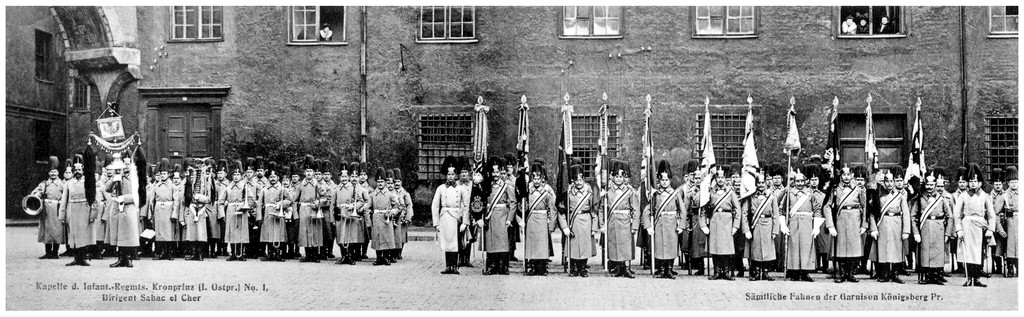
Paradeformation des Regiments mit Militärkapelle und dem Dirigenten Sabac al Cher